# Kenwyn
Kenwyn – wieś w Anglii, w Kornwalii. Leży 38 km na północny wschód od miasta Penzance i 374 km na zachód od Londynu.